# AURKAIP1
AURKAIP1 (англ. Aurora kinase A interacting protein 1) – білок, який кодується однойменним геном, розташованим у людей на 1-й хромосомі. Довжина поліпептидного ланцюга білка становить 199 амінокислот, а молекулярна маса — 22 354.
| 10         |  | 20         |  | 30         |  | 40         |  | 50         |
| ---------- |  | ---------- |  | ---------- |  | ---------- |  | ---------- |
| MLLGRLTSQL |  | LRAVPWAGGR |  | PPWPVSGVLG |  | SRVCGPLYST |  | SPAGPGRAAS |
| LPRKGAQLEL |  | EEMLVPRKMS |  | VSPLESWLTA |  | RCFLPRLDTG |  | TAGTVAPPQS |
| YQCPPSQIGE |  | GAEQGDEGVA |  | DAPQIQCKNV |  | LKIRRRKMNH |  | HKYRKLVKKT |
| RFLRRKVQEG |  | RLRRKQIKFE |  | KDLRRIWLKA |  | GLKEAPEGWQ |  | TPKIYLRGK  |

A: Аланін

C: Цистеїн

D: Аспарагінова кислота

E: Глутамінова кислота

F: Фенілаланін

G: Гліцин

H: Гістидин

I: Ізолейцин

K: Лізин

L: Лейцин

M: Метіонін

N: Аспарагін

P: Пролін

Q: Глутамін

R: Аргінін

S: Серин

T: Треонін

V: Валін

W: Триптофан

Кодований геном білок за функціями належить до рибонуклеопротеїнів, рибосомних білків. 
Локалізований у ядрі, мітохондрії.